# Coppa d'Europa 1995-1996
La Coppa d'Europa 1995-1996 di pallacanestro maschile venne vinta dal Taugrés Baskonia.

## Risultati

### Primo turno
| Squadra 1            | Totale    | Squadra 2             | Andata | Ritorno |
| -------------------- | --------- | --------------------- | ------ | ------- |
| Thames V. Tigers     | 167 - 195 | New Wave Sharks       | 93-105 | 74-90   |
| Namika Lahti         | 153 - 151 | Goba Gorinchem        | 75-78  | 78-73   |
| PAEEK                | 87 - 225  | PAOK Salonicco        | 40-109 | 47-116  |
| Kočani Delikates     | 156 - 152 | Sloboda Dita Tuzla    | 93-82  | 63-70   |
| Tonak Nový Jičín     | 163 - 175 | ratiopharm Ulm        | 93-94  | 70-81   |
| AŠK Inter Bratislava | 158 - 146 | UBC Stahlbau Oberwart | 88-68  | 70-78   |
| Hiefenech            | 121 - 178 | Marc-Körmend          | 63-78  | 58-100  |
| Universitatea Cluj   | 125 - 183 | Spartak Subotica      | 64-87  | 61-96   |
| Partizani Tirana     | 115 - 151 | Kompakt Dimitrovgrad  | 56-73  | 59-78   |

### Secondo turno
| Squadra 1            | Totale    | Squadra 2         | Andata | Ritorno |
| -------------------- | --------- | ----------------- | ------ | ------- |
| New Wave Sharks      | 161 - 153 | Illycaffè Trieste | 90-78  | 71-75   |
| Namika Lahti         | 172 - 191 | Taugrés Baskonia  | 81-94  | 91-97   |
| Porto                | 124 - 172 | CSP Limoges       | 52-95  | 72-77   |
| Postojna             | 137 - 189 | PAOK Salonicco    | 71-79  | 66-110  |
| Kočani Delikates     | 122 - 145 | Zagabria          | 68-83  | 54-62   |
| ratiopharm Ulm       | 153 - 146 | Bruxelles         | 85-75  | 68-71   |
| AŠK Inter Bratislava | 140 - 139 | Galatasaray       | 76-76  | 64-63   |
| Marc-Körmend         | 152 - 157 | Nobiles Włocławek | 92-70  | 60-87   |
| Spartak Subotica     | 155 - 156 | Bnei Herzliya     | 79-76  | 76-80   |
| Kompakt Dimitrovgrad | 153 - 163 | Dendi             | 85-85  | 68-78   |
| Olimpas Plungė       | 156 - 164 | Dinamo Mosca      | 81-77  | 75-87   |

### Ottavi di finale
Partizan Belgrado, Hapoel Galil Elyon, Sheffield Sharks, Sunair Ostenda, Zrinjevac, Baník Cígeľ Prievidza, Smelt Olimpija Lubiana, Budivelnyk Kiev, Kalev, Fidefinanz Bellinzona, Sibiu, APOEL e Žalgiris Kaunas provenienti dalla Coppa dei Campioni 1995-1996.
| Squadra 1             | Totale    | Squadra 2              | Andata | Ritorno |
| --------------------- | --------- | ---------------------- | ------ | ------- |
| Partizan Belgrado     | 156 - 140 | Hapoel Galil Elyon     | 69-76  | 87-64   |
| Sheffield Sharks      | 128 - 159 | Sunair Ostenda         | 58-71  | 70-88   |
| ratiopharm Ulm        | 153 - 162 | Zrinjevac              | 78-82  | 75-80   |
| Baník Cígeľ Prievidza | 169 - 180 | Smelt Olimpija Lubiana | 81-73  | 88-107  |
| Zagabria              | 139 - 169 | Taugrés Baskonia       | 65-65  | 74-104  |
| CSP Limoges           | 171 - 135 | Dendi                  | 97-64  | 74-71   |
| PAOK Salonicco        | 150 - 143 | Budivelnyk Kiev        | 76-68  | 74-75   |
| Bnei Herzliya         | 169 - 160 | New Wave Sharks        | 98-86  | 71-74   |
| Kalev                 | 217 - 155 | Fidefinanz Bellinzona  | 116-76 | 101-79  |
| Dinamo Mosca          | 190 - 127 | Sibiu                  | 105-68 | 85-59   |
| APOEL Nicosia         | 133 - 187 | Žalgiris Kaunas        | 82-100 | 51-87   |
| AŠK Inter Bratislava  | 146-156   | Nobiles Włocławek      | 87-76  | 59-80   |

### Quarti di finale

#### Gruppo A
|    | Squadra           | G  | V | P | PF  | PS  | Dif | P.ti |
| -- | ----------------- | -- | - | - | --- | --- | --- | ---- |
| 1. | Taugrés Baskonia  | 10 | 7 | 3 | 821 | 788 | +33 | 17   |
| 2. | Žalgiris Kaunas   | 10 | 7 | 3 | 852 | 833 | +19 | 17   |
| 3. | CSP Limoges       | 10 | 6 | 4 | 817 | 752 | +65 | 16   |
| 4. | Partizan Belgrado | 10 | 4 | 6 | 886 | 867 | +19 | 14   |
| 5. | Bnei Herzliya     | 10 | 3 | 7 | 776 | 837 | -61 | 13   |
| 6. | Sunair Ostenda    | 10 | 3 | 7 | 746 | 821 | -75 | 13   |

#### Gruppo B
|    | Squadra                | G  | V | P | PF  | PS  | Dif  | P.ti |
| -- | ---------------------- | -- | - | - | --- | --- | ---- | ---- |
| 1. | PAOK Salonicco         | 10 | 8 | 2 | 821 | 675 | +46  | 18   |
| 2. | Dinamo Mosca           | 10 | 7 | 3 | 812 | 772 | +40  | 17   |
| 3. | Zrinjevac              | 10 | 6 | 4 | 817 | 752 | +65  | 16   |
| 4. | Kalev                  | 10 | 4 | 6 | 821 | 820 | +1   | 14   |
| 5. | Nobiles Włocławek      | 10 | 3 | 7 | 798 | 956 | -158 | 13   |
| 6. | Smelt Olimpija Lubiana | 10 | 3 | 7 | 765 | 825 | -60  | 13   |

|  | Qualificate alle semifinali |
|  | Eliminata                   |

### Semifinali
| Squadra 1       | Totale | Squadra 2        | Andata | Ritorno |  |
| --------------- | ------ | ---------------- | ------ | ------- |  |
| Dinamo Mosca    | 0 - 2  | Taugrés Baskonia | 87-98  | 93-104  |  |
| Žalgiris Kaunas | 0 - 2  | PAOK Salonicco   | 76-83  | 59-104  |  |

### Finale
| Squadra 1        | Risultato | Squadra 2      |
| ---------------- | --------- | -------------- |
| Taugrés Baskonia | 88 - 81   | PAOK Salonicco |

| Coppa d'Europa 1995-1996   |
| -------------------------- |
| Taugrés Baskonia 1º titolo |

## Formazione vincitrice
| N° | Naz.                  | Ruolo | Sportivo           |  | Alt. |  |
| -- | --------------------- | ----- | ------------------ |  | ---- |  |
| 4  | Argentina (bandiera)  | AG    | Marcelo Nicola     |  |      |  |
| 5  | Porto Rico (bandiera) | AG    | Ramón Rivas        |  |      |  |
| 6  | Croazia (bandiera)    | G     | Velimir Perasović  |  |      |  |
| 7  | Spagna (bandiera)     | P     | Jordi Millera      |  |      |  |
| 8  | Spagna (bandiera)     | AP    | Carlos Cazorla     |  |      |  |
| 9  | Spagna (bandiera)     | AC    | Miguel Ángel Reyes |  |      |  |
| 11 | Spagna (bandiera)     | P     | Juan Pedro Cazorla |  |      |  |
| 13 | Spagna (bandiera)     | AG    | Jorge Garbajosa    |  |      |  |
| 14 | Spagna (bandiera)     | P     | Ferran López       |  |      |  |
| 15 | Spagna (bandiera)     | A     | Iñaki Gómez        |  |      |  |
|    | Spagna (bandiera)     | All.  | Manel Comas        |  |      |  |